# Jacques Asklund
Pour les articles homonymes, voir Asklund.
Jacques Asklund est un historien et écrivain français né le 3 décembre 1946 à Orléans (Loiret) et mort le 9 mars 2012, à Fleury-les-Aubrais.

## Biographie
Après un cursus universitaire consacré à l’histoire qui le conduira à l'agrégation, il devient enseignant à différents niveaux (collège, lycée, IUFM) et publie des ouvrages pédagogiques d’histoire-géographie, ainsi que divers ouvrages sur l’histoire locale et le patrimoine.
Fixé à Beaugency (Loiret), il est à l’origine en 1987 du Salon du livre pour enfants et adolescents de cette ville, et il préside le Prix Beaugency qui récompense chaque année le livre le plus drôle.
Il a été deux mandats durant conseiller municipal de Beaugency. Ceci l'a amené à conduire en 1995 la liste officielle du PS « Pour Beaugency une majorité nouvelle ».
Il fut en 1972 un des membres fondateurs de la société archéologique et historique de Beaugency dont il devint président en 1976 ; il le restera jusqu'à son décès en 2012.
Il a passé son temps entre son Val de Loire natal et la Corse qui ont été des sources d'inspiration et de décors pour l'écriture de ses romans pour la jeunesse.
Il obtient le Lionceau d'or pour la littérature pour enfants 2008.
En 2015, pour le 30e anniversaire du salon du livre de Beaugency, la mairie de Beaugency décide de renommer le prix Beaugency en prix Jacques Asklund.

## Publications
- Histoire des rues de Beaugency, 1984
- Le secret du général X, Cascade, 1993
- Un trésor dans l'ordinateur, Cascade, 1995
- L'homme qui rajeunit, Castor Poche, 1998
- Le message du revenant, Cascade, 1999
- Opération tombeau d'Achille, Castor poche, 2000
- La bande de Fort Apache, Cascade, 2000
- Le dernier des maures, Cascade, 2004
- Hymne à la Loire, CPE, 2006[7]
- Aux royaume d'ici et d'ailleurs, CPE, 2007
- Plongée fatale, Cascade 2008
- Crime d'auteur Cascade, 2008[8]
- Les trois Zems, CPE, 2008
- Ça s'est passé demain, Cascade, 2009
- Le fantôme mène l'enquête, Cascade, 2010
- Signé le fantôme, Cascade, 2011
- Beaugency, l'évolution d'une ville en Val de Loire, par Jacques Asklund et Daniel Bontemps, Édition lieu dit, Cahier du Patrimoine, 2012
- Le fichier des bannis, Oskar, 2013  (ISBN 979-1021400955)
- Ma tête au peuple" et autres grands mots de l'histoire de France, par Jacques Asklund, illustré par Yann Autret, Oskar, 2013
- Le réveil de la momie, Oskar, 2015  (ISBN 1021403008), ouvrage posthume[9].